# Диань, Мбайе
Мбайе Диань (фр. Mbaye Diagne; 18 марта 1958, Коки, Сенегал — 31 мая 1994, Кигали, Руанда) —  капитан вооружённых сил Сенегала, военный наблюдатель Организации Объединённых Наций в течение 1994 года при геноциде в Руанде. Он сохранил много человеческих жизней во время пребывания в Руанде проводя непрерывные спасательные операции при большой опасности для себя.

## Биография

### Молодые годы
Мбайе Диань родился 18 марта 1958 года в селении Коки недалеко от Дакара в Сенегале. Он был одним из девяти детей в семье, и первым пошёл в колледж. Вырос в дакарском районе Пикин. После окончания университета Дакара, в 1983 году Мбайе вступил в состав вооружённых сил Сенегала и в 1991 году получил звание капитана. Участвовал в конфликте в Казамансе. Его последней должностью в армии был пост командира 6-го пехотного батальона. В 1993 году он был прикомандирован к Миссии ООН для помощи Руанде — МООНПР (United Nations Assistance Mission for Rwanda, UNAMIR), миротворческим силам Организации Объединённых Наций в Руанде в качестве военного атташе, с целью наблюдения за реализацией Арушских соглашений. Он был размещены в роскошном отеле «Hôtel des Mille Collines» в Кигали.

### Геноцид в Руанде
Начало геноциду в Руанде было положено убийством президента Руанды Жювеналя Хабьяриманы и президента Бурунди Сиприена Нтарьямиры вечером 6 апреля 1994 года. Хуту, сторонники жесткой линии, выступавшие против переговоров с тутси—повстанцами Руандийского патриотического фронта, приступило к реализации плана убийства умеренных политиков. На следующее утро премьер-министр Агата Увилингийимана, её муж и десять бельгийских миротворцев, приставленных для охраны, были убиты солдатами президентской гвардии. Тем утром, до Мбайе дошли слухи о убийстве Увилингийиманы от людей бегущих для спасения в отель. Мбайе решил найти четверых детей премьер-министра, прячущихся в соседнем жилом комплексе Программы развития Организации Объединённых Наций. Тем же утром его нашёл командующий силами МООНПР Ромео Даллер, который пытался выяснить, что случилось с премьер-министром. Далер сказал Мбайе ждать бронетранспортёров, для вывоза детей и сотрудников ПРООН тем же днём, но БТРы так и не появились. Мбайе в конечном итоге положил детей на заднее сиденье своего автомобиля, покрыл их одеялами и доехал до отеля..
Несмотря на правила ООН, запрещающие участие наблюдателей в спасении мирных жителей, вскоре другим сотрудникам МООНПР стало очевидно, что Мбайе продолжает свои спасательные операции. Глава гуманитарных операций в Руанде объяснил, почему Мбайе не был осуждён, сказав, что «вот человек, который вышел за линию повиновения и мы не собираемся наказывать его, потому что он делает то что нужно делать». Количество жизней, спасённых Мбайе варьируется от десятков до сотен. Так как Мбайе должен был пройти через десятки контрольно-пропускных пунктов, которым было поручено убийство тутси и умеренных хуту, он переправлял пять человек в каждой поездке. Для беспрепятственного проезда, он опирался на свои обширные контакты с военными и ополченцами, способность разрядить напряженную ситуацию шуткой, взятки сигаретами, деньгами, и, несмотря на то он был набожным мусульманином, алкоголем..

### Смерть
29 мая Диань в последний раз позвонил своей жене. 31 мая капитан Мбайе Диань ехал один в джипе в штаб-квартиру ООН в Кигали с сообщением для Даллера от Огюстена Бизимунгу, когда миномётная мина попала по его машине. Осколки прошли через заднее окно и поразили Мбайе в затылок, убив его на месте. Мина была выпущена повстанцами Руандийского патриотического фронта у контрольно-пропускного пункта вооружённых сил Руанды.
Глава группы гуманитарной помощи ООН поняв, что у него нет мешков для трупов, был вынужден сделать его из голубого брезента ЮНИСЕФ и ленты:
Хочется сделать это правильно. Нужно застегнуть молнию, но у нас этот голубой мешок для тела от ООН, и мы собираемся сделать и свернуть края. И мы складываем их, и складки не получаются, потому что его ступни настолько чертовски большие. И нельзя чтобы так было. Хочется, чтобы он, знаете, лежал красиво. Так, чтобы, когда люди смотрят на него, они знали, что он был чем-то необыкновенным.
1 июня силы МООНПР почтили его честь минутой молчания и небольшим парадом в аэропорту. Даллер в своей книге «Рукопожатие с дьяволом» (англ. Shake Hands with the Devil) написал:
Как сказал один из его коллег: «Он был самый храбрый из нас». Марк Дойл от Би-би-си, друг Диань, недавно написал мне: Можете ли вы вообразить освещение в СМИ, которое получил бы убитый британский или американский миротворец, равный по храбрости и высоте Мбайе? О нём не написали почти ничего.
Мбайе также вёл любительские видеозаписи миротворцев Организации Объединённых Наций в Руанде во время геноцида, являющиеся одними из немногих видеодокументов этого времени. Кадры были использованы в документальном фильме «Призраки Руанды» 2004 года в рамках серии «Frontline» телекомпании «PBS».
Мбайе Диань был похоронен в Сенегале со всеми воинскими почестями. Он оставил после себя жену Ясин Мар Диоп и двоих детей.

## Почести и награды
В 2005 году Мбайе Диань был посмертно награждён высшей наградой Сенегала — Национальным орденом Льва.
4 июля 2010 года вдова и дети Дианя были приглашены в Руанду, для получения медали UMURINZI — медали кампании против геноцида. Награду вручал лично президент Руанды Поль Кагаме.
17 октября 2010 года в Саду Праведников Мира в Падуи в Италии было посажено дерево имени Мбайе Дианя.
В 2011 году Мбайе Диань был удостоен Государственным департаментом США специальной награды и звания архитектора мира во всём мире. На церемонии в честь 60-й годовщины Конвенции о статусе беженцев 1951 года посредством видеотрансляции присутствовала государственный секретарь США Хиллари Клинтон.
С 5 апреля по 8 апреля 2014 года вдова Мбайе Дианя Ясин и дочь Кумба принимали участие в траурных мероприятиях в память 20-й годовщиной геноцида в Руанде, проходивших в Кигали.

## Память
8 мая  2014 года Совет Безопасности ООН резолюцией № 2154 учредил медаль «За исключительную отвагу» имени капитана Мбайе Дианя. Она будет присуждаться военным, полицейским и гражданским сотрудникам ООН, проявившим исключительную отвагу в условиях крайней опасности при выполнении мандатов миссий или других обязанностей на службе человечества и ООН. 
На церемонии создания медали члены Совета выразили сожаление в связи с тем, что семья погибшего не получила никаких благодарностей и официальных соболезнований от ООН.
19 мая 2016 года на специальной церемонии Генеральный секретарь ООН Пан Ги Мун вручил новую медаль вдове капитана.